# Alan Rachins
Alan L. Rachins (Cambridge, 3 de outubro de 1942 — Los Angeles, 2 de novembro de 2024) foi um ator estadunidense, conhecido por seu papel como Douglas Brackman em L.A. Law, que lhe rendeu indicações ao Globo de Ouro (Melhor Ator Coadjuvante em Televisão, 1987) e ao Emmy (Melhor Ator Coadjuvante em Série Dramática, 1988), e sua interpretação de Larry (pai hippie de Dharma) na série de televisão Dharma & Greg.

## Biografia

### Anos iniciais
Nasceu em uma família judia em Cambridge, Massachusetts, em 3 de outubro de 1942, filho único de Edward e Ida Rachins de Brookline, Massachusetts. Seu pai trabalhava em uma empresa familiar de fabricação de alimentos chamada Snow Crest. Quando tinha onze anos, sua mãe morreu e, como seu pai costumava morar longe de casa enquanto trabalhava, ficava frequentemente sozinho. Quando era adolescente, viu o filme Rebel Without a Cause, o que o motivou a seguir a carreira de ator como forma de canalizar a solidão e a tristeza que sentia pela vida familiar. 
Depois de se formar na Brookline High School, matriculou-se na Wharton School da Universidade da Pensilvânia, planejando entrar no negócio da família, mas acabou desistindo. Mais tarde, se formou no Empire State College, em 1974.

### Carreira

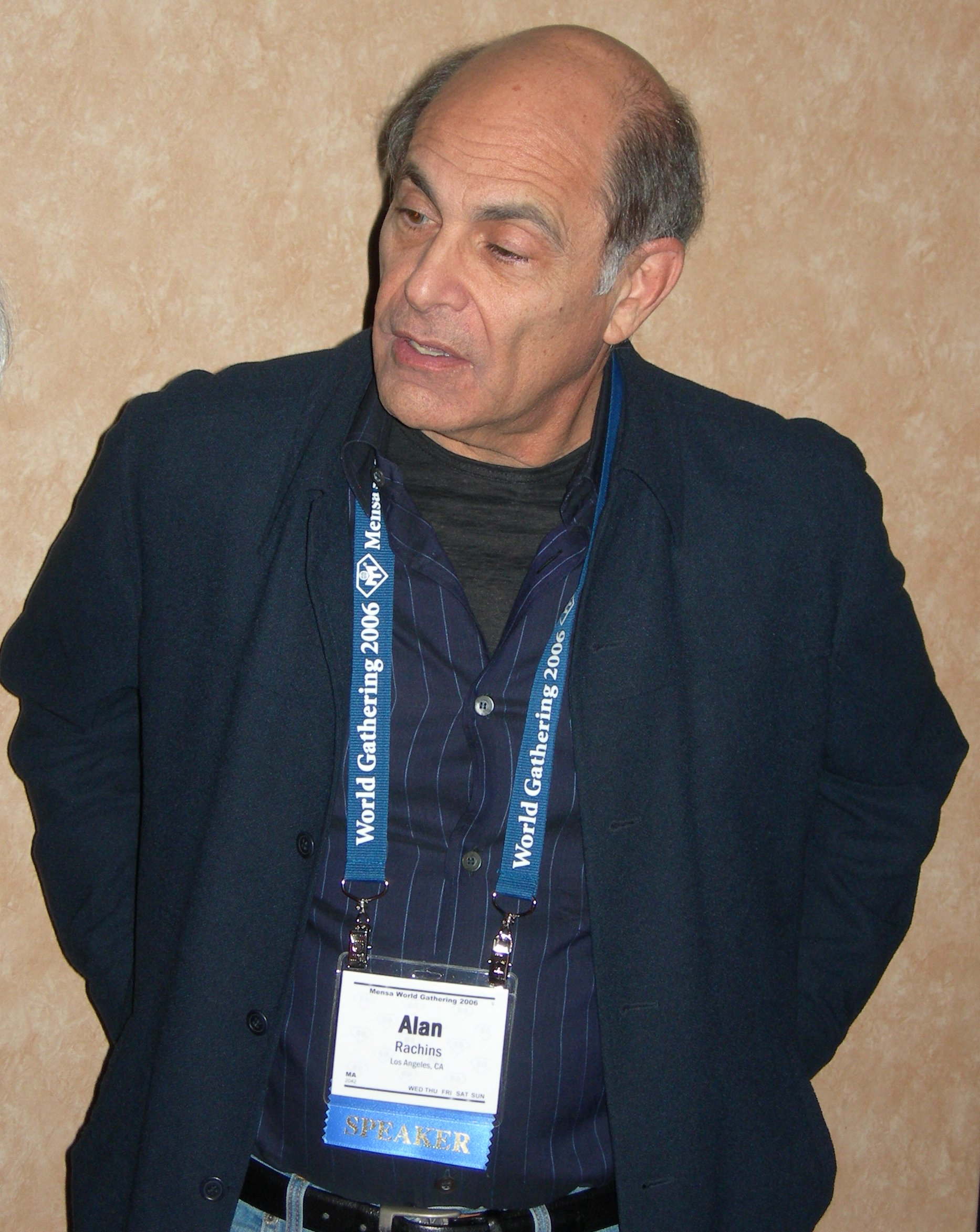
Em 2006.

A partir de 1967, atuou em uma série de peças, incluindo as produções originais da Broadway "After the Rain" e "Hadrian the Seventh", bem como as produções originais off-Broadway "The Trojan Women" e a controversa "Oh! Calcutta!" Em 1972, colocou sua carreira de ator em espera quando foi aceito como membro dos programas de roteiro e direção do American Film Institute.
Apesar desses sucessos como escritor e diretor, retornou à carreira de ator com um papel principal no filme independente de Henry Jaglom, "Always".  Continuou trabalhando em longas-metragens e deu voz ao Rei dos Relógios em dois episódios de Batman: The Animated Series e, mais tarde, em um episódio de Justice League Unlimited.

Apareceu na série de televisão da ABC, Eli Stone, interpretando um advogado que consulta Stone. O nome "Brackman" pode ser visto em letras invertidas em uma parede translúcida atrás dele — Brackman era o seu personagem em L.A. Law. Por duas temporadas, deu voz ao Duende Verde na série animada The Spectacular Spider-Man. Também apareceu na série de televisão Rizzoli & Isles da TNT como ator convidado recorrente e estrelou como Frank (pai de Bob e avô de Gabe, PJ e Teddy) no episódio "It's a Charlie Duncan Thanksgiving" de Boa Sorte, Charlie!.

## Vida pessoal e morte
Se casou com a atriz Joanna Frank, em 1978, e tiveram um filho. O casal formou a produtora Allofit Productions, que adquiriu livros e roteiros originais para desenvolver para televisão e filmes. Era membro da Mensa International. Apoiou Jesse Jackson para a nomeação presidencial democrata, em 1988.
Morreu de insuficiência cardíaca no Cedars-Sinai Medical Center, em Los Angeles, em 2 de novembro de 2024, aos 82 anos.

## Filmografia

### Filme
| Ano  | Título                                | Papel                | Notas                  |
| ---- | ------------------------------------- | -------------------- | ---------------------- |
| 1986 | Corrida do Trovão                     | Carlos               |                        |
| 1990 | Condição cardíaca                     | Dr. Posner           |                        |
| 1994 | Norte                                 | Advogado de defesa   |                        |
| 1995 | Showgirls                             | Tony Moss            |                        |
| 1997 | Conheça Wally Sparks                  | Juiz Randal Williams |                        |
| 1997 | Deixe isso para o castor              | Fred Rutherford      |                        |
| 2011 | Respostas para Nada                   | Pai do Ryan          | Voz                    |
| 2013 | Scooby-Doo! Ameaça do vira-lata Mecha | Dr. Ned Staples      | Voz; direto para vídeo |

### Televisão
| Ano       | Título                                       | Papel                              | Notas                                                    |
| --------- | -------------------------------------------- | ---------------------------------- | -------------------------------------------------------- |
| 1986–1994 | L.A. Law                                     | Douglas Brackman, Jr.              | 171 episódios                                            |
| 1987      | J.J. Starbuck                                | Pasban Bapu                        | Episódio: "The Circle Broken"                            |
| 1990      | Ferris Bueller                               | Ele mesmo                          | Episódio: "Pilot"                                        |
| 1991      | The Golden Girls                             | Jason Stillman                     | Episódio: "Even Grandmas Get the Blues"                  |
| 1992–1994 | Batman: The Animated Series                  | Rei dos Relógios                   | Voz, dois episódios                                      |
| 1996      | Lois & Clark: The New Adventures of Superman | Professor Jefferson Cole           | 2 episódios                                              |
| 1996      | Rugrats                                      | Lowell, Greek Bully, Donut Man     | Voz, episódio: "Chanukah"                                |
| 1996      | Diagnosis: Murder                            | Dr. Frank Donati                   | Episódio: "Murder Can Be Murder"                         |
| 1997      | Stargate SG-1                                | Coronel Kennedy                    | Episódio: "The Enemy Within"                             |
| 1997–2002 | Dharma & Greg                                | Myron Lawrence "Larry" Finkelstein | 119 episódios                                            |
| 2005      | Liga da Justiça sem Limites                  | Rei dos Relógios                   | Voz, episódio: "Task Force X"                            |
| 2008–2009 | The Spectacular Spider-Man                   | Duende Verde                       | Voz, 15 episódios                                        |
| 2011      | Boa Sorte, Charlie!                          | Frank Duncan                       | Episódio: "It's a Charlie Duncan Thanksgiving"           |
| 2011–2013 | Rizzoli & Isles                              | Stanley                            | 6 episódios                                              |
| 2012      | American Dad!                                | Vários                             | Voz, episódio: "Ricky Spanish"                           |
| 2018      | Grey's Anatomy                               | Paciente                           | Episódio: "Blowin' In The Wind"                          |
| 2021      | Young Sheldon                                | Vern                               | Episódio: "The Geezer Bus and a New Model for Education" |
| 2023      | NCIS                                         | Bud                                | Episódio: "Unusual Suspects"                             |